# Douglass North

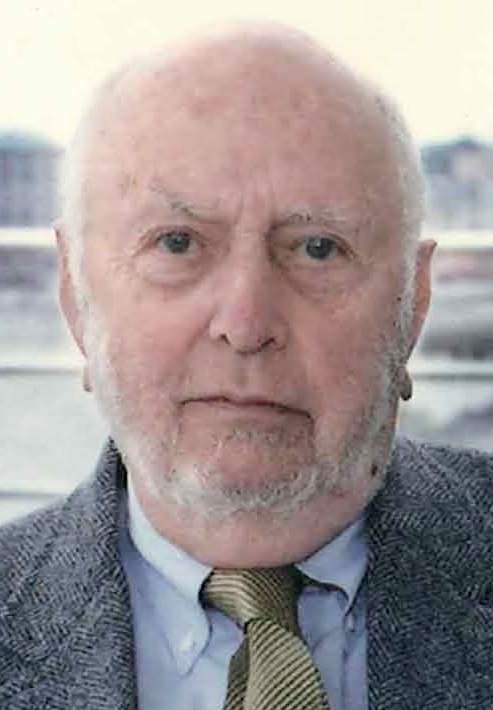
Douglass North (1997)

Douglass Cecil North (* 5. November 1920 in Cambridge, Massachusetts; † 23. November 2015 in Benzonia, Michigan) war ein US-amerikanischer Ökonom und Wirtschaftshistoriker. Er erhielt 1993 zusammen mit Robert William Fogel den Preis für Wirtschaftswissenschaften der schwedischen Reichsbank im Gedenken an Alfred Nobel für ihre Erneuerung der wirtschaftsgeschichtlichen Forschung durch Anwendung ökonomischer Theorie und quantitativer Methoden (Cliometrie) um wirtschaftlichen und institutionellen Wandel zu erklären. Zugleich stellte Douglass North mit seinen Analysen institutionellen Wandels einen wichtigen Grundpfeiler klassischer und neoklassischer ökonomischer Theorien – nämlich die Theorie der rationalen Entscheidung – in Frage.

## Leben
Douglass C. North wurde 1920 in Cambridge (Massachusetts) als Sohn eines Lebensversicherungs-Managers geboren und wuchs in Ottawa, Lausanne, New York und Connecticut auf. Nachdem seine Familie nach San Francisco gezogen war, studierte North an der University of California (Berkeley) Politikwissenschaft, Philosophie und Wirtschaftswissenschaften. 1942 schloss er sein Studium mit dem Bachelor of Arts ab und trat als erklärter Kriegsgegner der US-Handelsmarine (zum Transport von Truppen und Ausrüstung) bei. Von 1944 bis zu seinem Austritt 1946 lehrte er unter anderem an der Marineschule in Alameda Astronomische Navigation. 
Nach seiner Rückkehr nach Berkeley promovierte er 1952 über die Geschichte der Lebensversicherungen in den Vereinigten Staaten. Nach Aussagen Norths standen seine wirtschaftshistorischen Betreuer der Wirtschaftstheorie eher skeptisch gegenüber, so dass er ihr erst im Kontakt mit Kollegen an der University of Washington (Seattle) näher begegnet sei, wo er seine erste Dozentenstelle bekam. 
Nach seinem ersten Artikel im Journal of Political Economy über Regionalökonomik und Wirtschaftswachstum (Location Theory and Regional Economic Growth, JPE Jg. 63, H. 3, 1955, S. 243–258) erhielt er 1956–57 die Möglichkeit am Forschungsinstitut National Bureau of Economic Research (NBER) zu arbeiten, wo er sich vor allem mit empirischen Forschungen zur Zahlungsbilanz der Vereinigten Staaten zwischen 1790 und 1860 beschäftigte, die er in den nächsten zehn Jahren zu dem Buch The Economic Growth of the United States from 1790 to 1860 ausbaute. Seit den frühen sechziger Jahren war North einer der Vorreiter der Cliometrie, der Anwendung von ökonomischer Theorie und quantitativ-statistischen Methoden auf wirtschaftshistorische Untersuchungsgegenstände. Während eines Auslandsjahres in Genf 1966/67 wandte er sich stärker der europäischen Wirtschaftsgeschichte zu. Seitdem erforschte er schwerpunktmäßig die gesellschaftlichen Strukturwandlungen, die mit Wirtschaftsentwicklungen einhergehen bzw. sie beeinflussen und ermöglichen. Während dieser Arbeit entwickelte er Stück für Stück seine Theorie des institutionellen Wandels, die sich immer stärker vom Effizienz- und Rationalitätsparadigma der neoklassischen Sicht von Institutionen abwandte. North trug dazu bei, dass die Neue Institutionenökonomik in der Volkswirtschaftslehre mehr Anerkennung fand.
1983 wechselte er von der University of Washington an die rechts- und wirtschaftswissenschaftlichen Fakultät der Washington University in St. Louis, wo er von 1984 bis 1990 Direktor des Zentrums für politische Ökonomie war. Die American Academy of Arts and Sciences nahm ihn 1987 als Mitglied auf. 1992 erhielt er als erster Wirtschaftshistoriker überhaupt eine der für Ökonomen bedeutendsten Auszeichnungen, den John R. Commons-Preis, der 1965 von der International Honors Society in Economics (sinngemäß: Internationale Gesellschaft für Auszeichnungen in der Ökonomie) ins Leben gerufen worden war. Seit 1996 war er korrespondierendes Mitglied der British Academy. Seine späteren Forschungsinteressen betrafen Eigentumsrechte, Transaktionskosten, die ökonomische Organisation in der Geschichte, Institutionen und ökonomische Entwicklung in Entwicklungsländern.
North diente als Experte beim Copenhagen Consensus der Copenhagen Business School. North war seit 1972 in zweiter Ehe verheiratet. Aus seiner ersten Ehe erwuchsen drei Söhne, die zwischen 1951 und 1957 geboren wurden.

## Werke (Auswahl)
- Institutions, Institutional Change, and Economic Performance. Cambridge University Press, Cambridge u. a. 1990 Cambridge, ISBN 0-521-39416-3 (ins Deutsche übersetzt von Monika Streissler als: Institutionen, Institutioneller Wandel und Wirtschaftsleistung (= Die Einheit der Gesellschaftswissenschaften. Bd. 76). Mohr, Tübingen 1992, ISBN 3-16-146024-3).
- Understanding the Process of Economic Change. Princeton University Press, Princeton NJ u. a. 2005, ISBN 0-691-11805-1.